# Kuća časovničara Stratimira A. Mijovića
Kuća časovničara Stratimira A. Mijovića u Nišu je predstavljao uzani spratni objekat, manjer gabarita, sa dva prozorska otvora na spratu i manjim dućanom u prizemlju. Nalazi se na Trgu Kralja Milana broj 1 i kao deo celine ima status spomenika kulture.

### Lokacija
Uklopljena je između Hadžićeve i Andrićeve kuće, građena je u isto vreme kad i kuća pukovnika Hadžića, oko 1882. godine. Vlasništvo je niškog časovničara Stratimira Mijovića, koji je u prizemlju posedovao časovničarsku i juvelirsku radnju zajedno sa Božom Markovićem, juvelirom, a na spratu je bio advokat Mirko Nešić.